# أبينوميكس

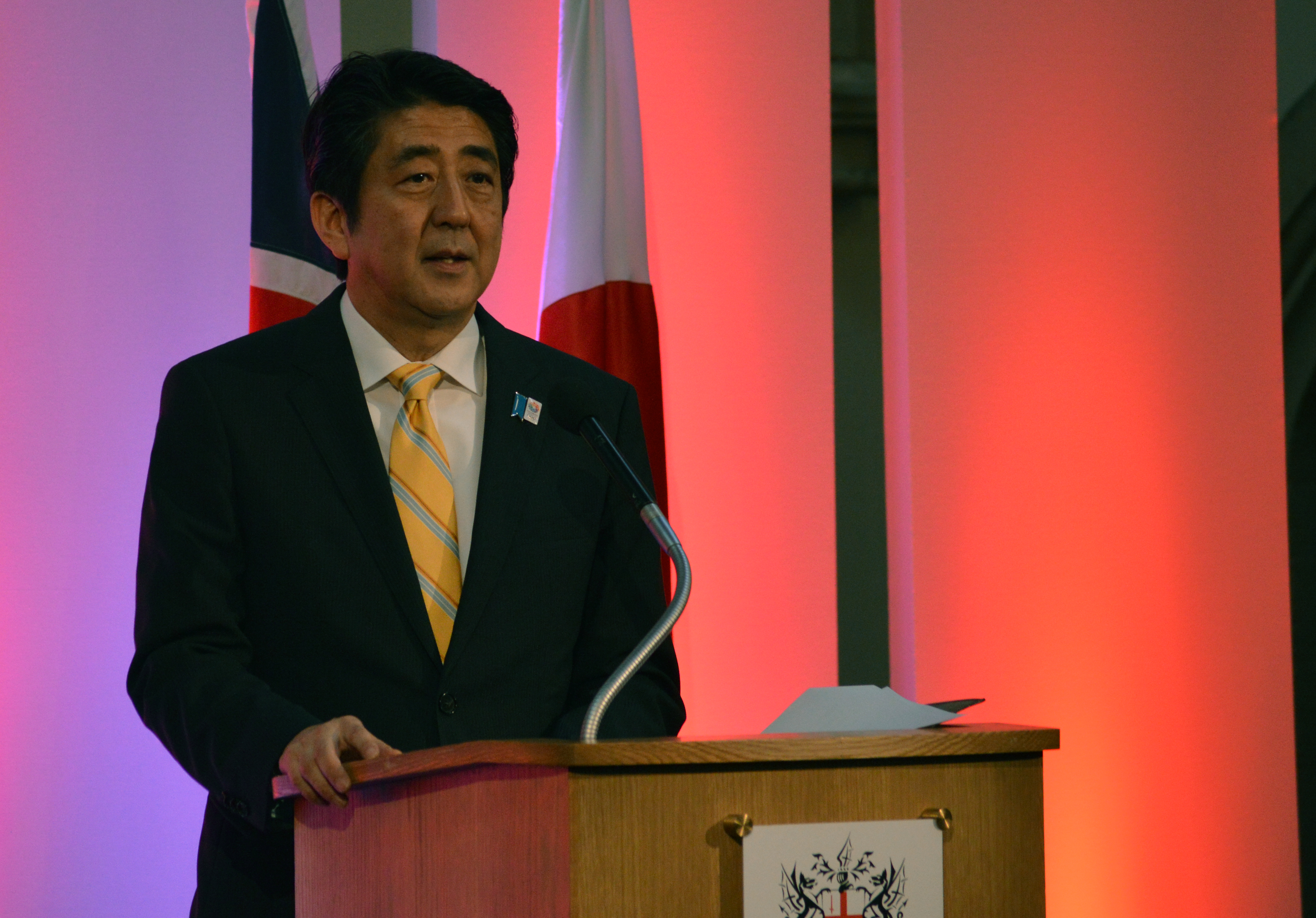

أبينوميكس (لفظ منحوت من أبه وإكونوميكس) تشير إلى السياسات الاقتصادية التي يؤيدها شينزو أبه، الذي شغل منصب رئيس وزراء اليابان من 2005 إلى 2006 ومرة أخرى من 2012 إلى 2020.
أبينوميكس عبارة عن مجموعة من التدابير السياسية تهدف إلى حل مشاكل الاقتصاد الكلي الياباني. وتتألف من سياسة نقدية، وسياسة مالية، وإستراتيجيات نمو اقتصادي لتشجيع الاستثمار الخاص. تتضمن السياسات المحددة استهداف التضخم بنسبة 2% سنويًا، وتصحيح الارتفاع المفرط في سعر الين، وضبط سعر الفائدة السلبي، واستخدام التسهيل الكمي الأساسي، والتوسع في الاستثمار العام، وعمليات شراء سندات بناء عن طريق بنك اليابان، وإعادة النظر في قانون بنك اليابان. حيث سيزيد الإنفاق المالي بنسبة 2% من الناتج المحلي الإجمالي، ومن المحتمل أن يزيد العجز بنسبة 11.5% من الناتج المحلي الإجمالي لعام 2013. Iفى عام 2012، أقر برلمان اليابان مشروع قانون لزيادة معدل ضريبة الاستهلاك إلى 8% في عام 2014، و10% في عام 2015. لتحقيق التوازن في الموازنة القومية، ومن المتوقع أن تحد زيادة الضريبة من الاستهلاك. في عام 1997، زادت ضريبة الاستهلاك من 3% إلى 5%، وبعد ذلك بدأ التضخم؛ وكان معدل نمو الناتج المحلي الإجمالي الاسمي تحت الصفر في أغلب السنوات الخمس التي تلت زيادة الضرائب. واعتبارًا من مايو 2013، هبط سعر الين ليساوى 102 ين مقابل الدولار، والذي كان ثابتًا عام 2012 بما يعادل 80 ين. ووفقًا لاستطلاع أجرته صحيفة نيكى في اليابان، أشاد 74% من المشاركين بدور هذه السياسة في انتشال اليابان من حالة الركود الاقتصادي التي انتابتها لفترة طويلة.

## أبينوميكس والسياسة الخارجية

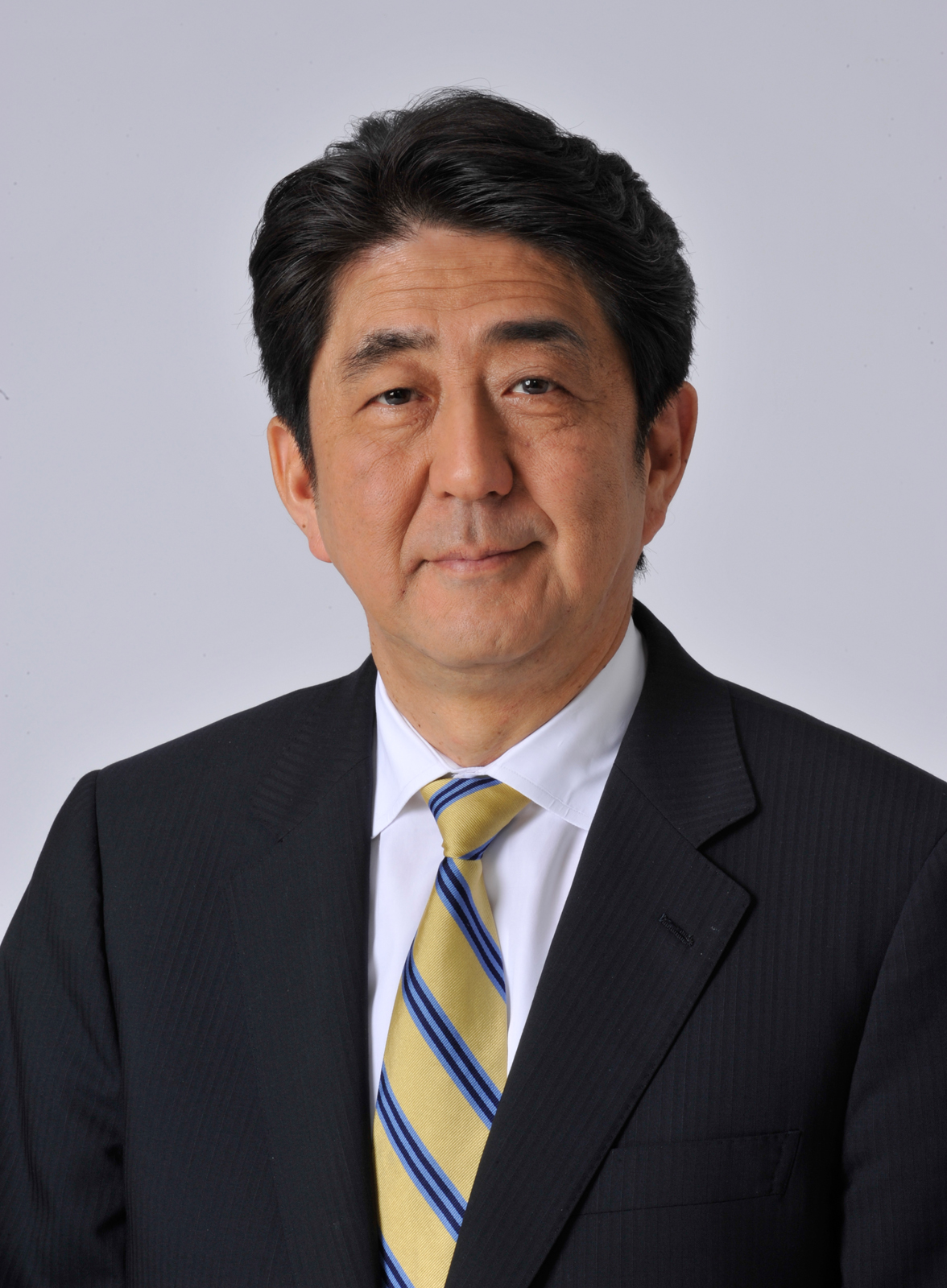
بورتريه لرئيس الوزراء الياباني السابق شينزو آبي

يتضمن نظام أبينوميكس لرئيس الوزراء الياباني شينزو أبه «مزيجًا من الإنعاش الاقتصادي، والإنفاق الحكومي، وإستراتيجية نمو تهدف إلى انتشال الاقتصاد من حالة السبات التي انتابته لأكثر من عقدين من الزمن».; فلقد ارتفع سوق الأسهم فيما بعد بنسبة 55 في المائة، وأدى الإنفاق الاستهلاكي إلى ارتفاع النمو الاقتصادي في الربع الأول إلى 3.5 في المائة سنويًا، ووصلت نسبة التأييد لأبه إلى 70 في المائة. ووفقًا لما جاء في مجلة ذا إيكونومست، يمكن تفسير السياسة الاقتصادية لأبه بأن لديها الكثير لتجديد وضع اقتصادي متصلب كما حدث في الصين من تقدم. «أصبح للتدهور الاقتصادي واقع جديد في اليابان عندما أطاحت بها الصين جانبًا في عام 2010 لتصبح ثاني أكبر اقتصاد في العالم. . . ويعتقد أبه أن معنى قبول التحدي مع الصين هو التخلص من اللامبالاة والسلبية التي أدت إلى تأخر اليابان لفترة طويلة»  وسوف تتخذ الحكومة اليابانية قرارًا نهائيًا في الخريف للنظر في ما إذا كانت ستتم زيادة الضريبة على القيمة المضافة أم لا.

## الانتقادات
في اجتماع لمجلس النواب الياباني، قام رئيس الحزب الديمقراطي الياباني، بانرى كاييدا، بالتشكيك في العديد من إجراءات خطط أبه الاقتصادية، وانتقد أيضًا خطة الإدارة لاستهداف التضخم متخوفًا أن ذلك قد يؤدي إلى انخفاض الأجر الحقيقي إذا كانت الزيادة في الوظائف والرواتب مجرد زيادة هامشية. وأكد أبه أن إدارته ستحقق أجورًا أعلى من خلال تعزيز القدرة التنافسية واحتمالات النمو (مثل تعديل السياسات الضريبية وزيادة الاستثمار في R&D)، وسياسات الاقتصاد الكلي، والهيكل المالي المستدام.
أعرب جينس ويدمان، صانع القرار السياسي في البنك المركزي الأوروبي، عن تخوفه من أنّ تدخّل الحكومة وضغطها على بنك اليابان يهدد استقلالهم وربما يؤدي إلى حروب العملة. ودرس المسئول المصرفي الروسي، أليكسي أوليوكاييف، احتمالية أن بلدانًا أخرى قد تحذو حذو اليابان من الانخراط في زعزعة استقرار تخفيض قيمة العملة.
بالإضافة إلى ذلك، هناك الكثير من الشكوك المثارة حول سياسة أبينوميكس، في إشارة إلى أن السياسة تركز كثيرًا على جانب الطلب في منهجها الاقتصادي وليس على جانب العرض. كما حدث في دعم الحكومة اليابانية للأدوية التي لا تحمل علامة تجارية في نظام الرعاية الصحية العالمي التابع لها دون معالجة فعلية للأسباب الأساسية. ويعتبر تقدم سن سكان اليابان من إحدى المشاكل الأساسية التي تواجهها اليابان. حيث كلما انعكس الهرم السكاني، كلما تضاءل مستودع اليد العاملة من عام إلى آخر. وهذا يجلب عددًا من المشاكل للاقتصاد الياباني.
أولاً، يمثل التزام الحكومة بالإنفاق على رواتب التقاعد، والتأمين الصحي، والضمان الاجتماعي عبئًا ثقيلاً على الدولة المثقلة فعلاً بدين عام بنسبة 240% من الناتج المحلي الإجمالي لها. وهذا سوف يزيد الأمر سوءًا بالنسبة للوضع المالي للحكومة اليابانية مما يؤدي إلى انعدام الثقة الدولية في الاقتصاد الياباني. ومن الممكن أن يؤدي انعدام الثقة إلى زيادة بدل المخاطرة (نظام منع التزييف CDS).
ثانيًا، لا يمكن للقوى العاملة المتضائلة دعم مستوى الناتج الاقتصادي المطلوب المحافظة عليه في المستقبل. فسيتغير سكان اليابان تغييرًا جذريًا بحيث سيتعين على الشباب الأصغر سنًا تقديم الدعم لكبار السن، مما يعني أن هذا التغيير في التركيبة السكانية هو السبب الرئيسي للانكماش المالي وركود النمو الاقتصادي على مدى العقدين الماضيين. O. ويتضمن ذلك معنى آخر أيضًا عن سبب احتمالية تقاعس طلب المستهلك.
على الجانب الآخر كتب الخبير الاقتصادي، جوزيف ستيجلز، تعليقًا شاملاً يشرح فيه كيف أدى برنامج شينزو أبه للإنعاش الاقتصادي في اليابان إلى زيادة الثقة المحلية. وفي الواقع، تساءل إلى أي مدى يمكن لسياسة أبه، «أبينوميكس»، أن تدعي الفضل. وذكر على لسان مومسيلو ستانيتش قوله، لدينا جميع الأسباب التي تجعلنا نؤمن أن إستراتيجية اليابان لإنعاش وزيادة اقتصادها ناجحة.